# Filmsprache
Unter Filmsprache versteht man in der Filmwissenschaft diejenigen Ausdrucksmittel, die man im Film einsetzt, um dem Zuschauer auf optischem und akustischem Weg Inhalte zu vermitteln.
Man geht davon aus, dass Film eine Form von Sprache ist und audiovisuelle Formate als Texte aufgefasst und dadurch analysiert werden können.
Da Filme mit Bildern und Tönen erzählen, die semiotisch gesehen Bedeutung tragende und damit komplexe Zeichengebilde sind, lassen sie sich als Zeichenverknüpfungen und damit als Texte auffassen. Filme stellen zwar keine Sprache wie Englisch oder Französisch dar, weil es keine Grammatik und kein Vokabular im Sinne einer Fremdsprache gibt. Allerdings üben Filme wie eine Sprache Kommunikations-Funktionen mittels Codes und Zeichen aus. Daraus folgt, dass das Medium Film als Sprache, nicht aber als Sprachsystem betrachtet werden kann. Durch ein weitreichendes System von Codes wird festgelegt, wie der Zuschauer zu einer Bedeutung gelangt.
Der filmspezifische Code der Montage legt z. B. fest, welche Einstellungen aufeinander folgen, wodurch sich für den Zuschauer eine Geschichte ergibt.
Der nicht filmspezifische, dem Feld der Allgemeinkultur entstammende, Code der Beleuchtung erzeugt eine bestimmte Atmosphäre von mehreren möglichen und verleiht dem Filmszenario dadurch Bedeutung.
Das Gleiche gilt für den dem Feld des Theaters entstammenden Code des Bildinhalts, der festlegt, wer und was an welchem Ort gezeigt wird, wodurch ebenfalls Bedeutung entsteht.
Durch die Verknüpfung bzw. das Zusammenspiel einer großen Vielzahl möglicher Codes entsteht das Wirkung hervorrufende und Bedeutung enthaltende Endprodukt, der Film.
Wirkung und Bedeutung eines Films können analysiert werden durch die Betrachtung einzelner Codes im Rahmen ihres Zusammenspiels mit anderen, sie können nicht einzeln betrachtet werden, weil sie nur miteinander Wirkung und Bedeutung erzeugen.

## Elemente
- Bildebene: Mise-en-scène, Kamerafahrt, Bildausschnitt, Einstellungsgröße, Schnitt, Belichtung, Farbgebung, Szenenbild, Kostüme
- Tonebene: Herkunft (On/Off), Quelle (Geräusch, Sprache, Musik), Ton-Bild-Montage
- Filmisches Erzählen: Erzählperspektiven, Exposition
- Zeitgestaltung: Erzählzeit vs. Erzählte Zeit, Verschiedene Zeitebenen
- Filmzitat